# Camps de Flandes
Camps de Flandes és un museu de Ieper, Bèlgica, que commemoratiu que submergeix el visitant en la història de la Primera Guerra Mundial (1914 – 1918) i l'hi mostra la història de la ciutat i els habitants de Ieper dins d'aquest conflicte. L'itinerari museístic es recolza molt en els audiovisuals; així, per exemple, el visitant es troba amb 180 pantalles on pot escoltar les vivències de diferents persones, com ara infermeres, nens, soldats... que van patir el conflicte bèl·lic. L'exposició permanent també compta amb obres que diversos artistes han realitzat al voltant del tema de la guerra i que ajuden a conscienciar el visitant.
Durant la Primera Guerra Mundial, la ciutat belga de Ieper fou el centre de dues dures batalles entre les tropes alemanyes i els aliats. La primera d'aquestes batalles va començar el 21 d'octubre de 1914 i la segona el 22 d'abril de 1915. En aquesta segona batalla els alemanys van utilitzar, per primera vegada en la historia bèl·lica, el gasos tòxics com a arma de guerra, sent les primeres víctimes d'aquesta terrible arma els soldats canadencs i els francesos; l'enfrontament va durar cinc setmanes i va acabar amb 35.000 soldats alemanys morts, 6.000 britànics, 10.000 francesos i 1.500 belgues.